# Особо опасен (фильм, 2008)
«Осо́бо опа́сен» (англ. Wanted — «Разыскивается») — американский боевик режиссёра Тимура Бекмамбетова, основанный на одноимённой серии комиксов издательства Image Comics, но игнорирующий её супергеройскую составляющую. В главных ролях снялись Джеймс Макэвой, Морган Фримен, Анджелина Джоли. Также эпизодические роли исполнили российские актёры Константин Хабенский и Дато Бахтадзе. Картина была номинирована на несколько профессиональных кинопремий, среди которых две номинации на «Оскар».
Премьера состоялась 12 июня 2008 года в Лондоне. В России фильм вышел 26 июня, а 27 июня — в США. Фильм имеет рейтинг R по версии MPAA (ограничение до 17 лет), поскольку содержит кровавые сцены насилия. Ограничения по странам: Южная Корея − 18, США — 18, Финляндия — 15, Сингапур — 15, Ирландия — 16, Великобритания — 18, Россия − 16.
Теглайны фильма: «Выбери свою судьбу», «Не каждому суждено умереть на работе».
Телевизионная премьера на российском телевидении состоялась на телеканале НТВ 27 ноября 2009 года. 

## Сюжет
В прологе фильма наделённый сверхъестественными способностями наёмный убийца, атакованный группой киллеров, выпрыгивает в окно небоскрёба и убивает целящегося в него снайпера, с невероятной точностью прямо на лету попадая прямо в голову, однако погибает и сам, угодив в ловушку.
Уэсли Гибсон (Джеймс МакЭвой) работает клерком в большой корпорации. Гибсон считает себя совершенно никому не нужным и полным неудачником: его девушка изменяет ему с его «лучшим другом», начальница унижает. Вскоре он встречает загадочную девушку по имени Фокс (Анджелина Джоли), которая предлагает Уэсли стать самым высококлассным убийцей в мире. Уэсли рассказывают, что его отец состоял в секте «Братство ткачей», воспитывающей киллеров высшего уровня. Однако он был убит Кроссом (Томас Кречман), который покинул «Братство» и начал истреблять его членов.
Вместе с Фокс Уэсли едет в штаб-квартиру секты — на ткацкую фабрику. Девушка знакомит его с главой «Братства» — Слоуном (Морган Фриман). Гибсон узнаёт, что самым главным в «Братстве» является «Станок судьбы», который ткет полотно со скрытым в нём кодом. Героя начинают обучать всем способностям киллеров: ловкость, скорость, сила мысли. Вскоре герой даже отправляется на свою первую миссию, вытканную станком, которую он после сомнений, рассеянных рассказом Фокс, всё же выполняет.
У героя также начинается роман с Фокс. Однако во время выполнения одной из миссий погибает русский член гильдии Экстерминатор (Константин Хабенский), а Кросс снова ускользает. Преследуя Кросса, Уэсли его всё же убивает, но перед смертью Кросс успевает сказать Уэсли, что он и есть его настоящий отец, что подтверждает и Фокс, сказав, что станок выдал имена Кросса и Уэсли.
Уверившись, что на самом деле «Братство» предал не его отец, а Слоун, не пожелавший умирать, когда его имя выткал «Станок судьбы», Уэсли врывается на фабрику, уничтожает почти всех, кто пытался ему помешать, и сообщает правду оставшимся в живых. Слоун вынужден подтвердить его слова, но добавляет, что имена всех остальных членов «Братства» станок тоже выдавал неоднократно, и призывает убить Уэсли и продолжать править миром.
Один из киллеров соглашается, намереваясь убить Уэсли, однако Фокс пускает пулю по кругу, которая убивает всех киллеров, в том числе и её саму. Однако в этом кругу не было Уэсли и Слоуна.
В финале фильма Уэсли ловит Слоуна в такую же ловушку, в какую поймали Мистера X в начале фильма.

## В ролях
| Актёр                | Персонаж                                          |
| -------------------- | ------------------------------------------------- |
| Джеймс Макэвой       | Уэсли Гибсон клерк, наследник братства убийц      |
| Морган Фримен        | Слоун глава «Братства ткачей»                     |
| Анджелина Джоли      | Фокс опытный член «Братства», наставница Уэсли    |
| Томас Кречман        | Кросс убийца членов «Братства», покинувший его    |
| Коммон               | Оружейник мастер, обучающий владению оружием      |
| Константин Хабенский | Экстерминатор эксперт по взрывчатке               |
| Марк Уоррен          | «Мастер» тренер по рукопашному бою и выносливости |
| Дато Бахтадзе        | «Мясник» мастер владения ножами                   |
| Теренс Стэмп         | Пекварски изготовитель безымянных пуль            |
| Дэвид О’Хара         | Мистер X опытный член братства, убитый Кроссом    |
| Крис Прэтт           | Барри лучший друг и коллега Уэсли                 |
| Кристен Хагер        | Кэти девушка Уэсли                                |
| Лорна Скотт          | Дженис начальница Уэсли                           |
| София Хак            | Пуджа секретарь Мистера X                         |

## История создания
Комикс Марка Миллара «Wanted» впервые привлёк внимание исполнительного директора Universal Studios и большого фаната комиксов Джеффа Киршенбаума, который подбирал комикс для киноадаптации с рейтингом «hard-R».
В 2004 году продюсер Марк Платт запустил киноадаптацию в производство. Над сценарием работали Дерек Хаас и Майкл Брандт. Первая версия сценария не понравилась автору комикса Марку Миллару.
По его словам:

Я хотел, чтобы фильм стал противоположностью фильмам о «Человеке-пауке», историей о том, как кто-то получает силу и понимает, что может делать всё что захочет, а затем выбирает тёмный путь. Сценарий был слишком пресным и казался немного американизированным. Но Тимур с его восточноевропейским безрассудством сделал его действительно грязным. Он приблизился к атмосфере комикса.
Оригинальный текст (англ.)I wanted the film to basically be the opposite of the Spider-Man movie, the idea of someone getting powers and realizing they can do what they want, then choosing the dark path. The [script] I read was just too tame. It just seemed a little bit Americanized. But Timur came in with his Eastern European madness, and he really made it nasty. He went closer to the spirit of the book.
В декабре 2005 года Тимур Бекмамбетов был приглашён возглавить проект. Для Бекмамбетова «Особо опасен» стал первой работой над фильмом на английском языке.
Съёмки фильма начались в апреле 2007 года в Чикаго. В мае съёмки переместились в Прагу. Интерьеры ткацкой фабрики снимались на территории бывшего сахарного завода.
Некоторые сцены также снимались в чешском замке Кршивоклат (чеш. Křivoklát) в Раковницком регионе недалеко от Праги.
Первоначально премьера фильма была запланирована на 28 марта 2008 года, но в декабре 2007 года стало известно, что продюсеры студии Universal Pictures перенесли премьеру на лето 2008 года.
Перед выходом фильма в начале июня 2008 года в Интернете появился видеоролик, якобы снятый в офисе камерой видеонаблюдения, в котором неизвестный офисный работник неожиданно в припадке ярости начинает ломать компьютеры, оргтехнику и столы.
За неделю ролик был просмотрен более 11 млн раз.
Сюжет о популярном ролике был показан центральными российскими телеканалами в новостных программах и освещён в российских и международных СМИ.
Позднее Бекмамбетов признался, что видеоролик был частью промокампании фильма специально для России.
Роль клерка, громящего офис, исполнил солист группы Deльта Константин Легостаев, также написавшей песню «Опасен, но свободен» для фильма.
В создании ролика участвовали компании «BPL Marketing» и «Bazelevs Production», вирусным маркетингом занималось агентство «Аффект».
По слухам, от создания сиквела студия Universal Pictures отказалась по причине ухода Анджелины Джоли из проекта. Однако создатель оригинального комикса Марк Миллар утверждает, что сиквел картины Тимура Бекмамбетова увидит свет.

## Спецэффекты
Визуальные эффекты для фильма были выполнены в основном в московской постпродакшн-студии Тимура Бекмамбетова на оборудовании российской компании Kraftway, производителя компьютерной техники.
По словам Тимура Бекмамбетова, в фильме более 1000 сцен со спецэффектами.

## Саундтрек
Музыка к фильму была написана американским композитором Дэнни Эльфманом.
Одну песню Эльфман исполнил самостоятельно на русском языке, её можно услышать в русской версии дублирования во время финальных титров.
Также в фильме звучат несколько композиций, не вошедших в официальный саундтрек: композиция «Every Day Is Exactly the Same» группы Nine Inch Nails, песня «Escape (The Piña Colada Song)» Руперта Холмса и отрывок «Con te partirò» в исполнении Андреа Бочелли.
| №   | Название                    | Длительность |
| --- | --------------------------- | ------------ |
| 1.  | «The Little Things»         | 3:26         |
| 2.  | «Success Montage»           | 3:32         |
| 3.  | «Fraternity Suite»          | 3:28         |
| 4.  | «Wesley’s Office Life»      | 5:15         |
| 5.  | «The Scheme»                | 1:44         |
| 6.  | «Fox in Control»            | 2:16         |
| 7.  | «Welcome to the Fraternity» | 4:28         |
| 8.  | «Fox’s Story»               | 3:29         |
| 9.  | «Exterminator Beat»         | 2:52         |
| 10. | «Rats»                      | 3:28         |
| 11. | «The Train»                 | 3:59         |
| 12. | «Revenge»                   | 4:33         |
| 13. | «Fox’s Decision»            | 2:29         |
| 14. | «Breaking the Code»         | 1:21         |
| 15. | «Fate»                      | 1:46         |

## Локализация
Версия фильма на русском языке является профессионально локализованной. Литературный перевод фильма выполнил Сергей Лукьяненко. Многие надписи, важные для сюжета фильма, переведены на русский таким образом, что являются частью кадра, без привлечения субтитров или закадрового комментария. Режиссёр контролировал процесс локализации.
В русской версии героя Джеймса Макавоя озвучивал Сергей Безруков, также в озвучивании принимали участие Гоша Куценко (Мистер Икс), Галина Тюнина (Фокс), Валерий Золотухин (Пекварски), Иван Ургант (Барри), Анатолий Максимов (Слоун), Мария Аронова (Дженис) и другие. Константин Хабенский сам озвучил свою роль. 

## Отзывы
Согласно результатам опроса 840 респондентов в Москве, Санкт-Петербурге, Екатеринбурге и Нижнем Новгороде, который проводил Фонд «Общественное мнение» с 26 по 29 июня 2008 года, 57 % кинозрителей, посмотревших фильм «Особо опасен», считает его «прорывом» и важным событием в истории российского кино.
На сайте Rotten Tomatoes «Особо опасен» получил рейтинг 71 % от критиков (по данным 209 обзоров) и 69 % — от простых посетителей сайта.
В крупнейшей базе данных фильмов Internet Movie Database «Особо опасен» имеет средний рейтинг среди посетителей 6,8 балла из 10 возможных (по данным 107 156 голосов).

## Сборы
Фильм «Особо опасен» в первый уик-энд во всём мире в прокате собрал 83,2 млн долларов, из них 50,9 миллионов долларов в США (это второй показатель в последние выходные июня 2008 года) и 10,7 млн долларов в России.

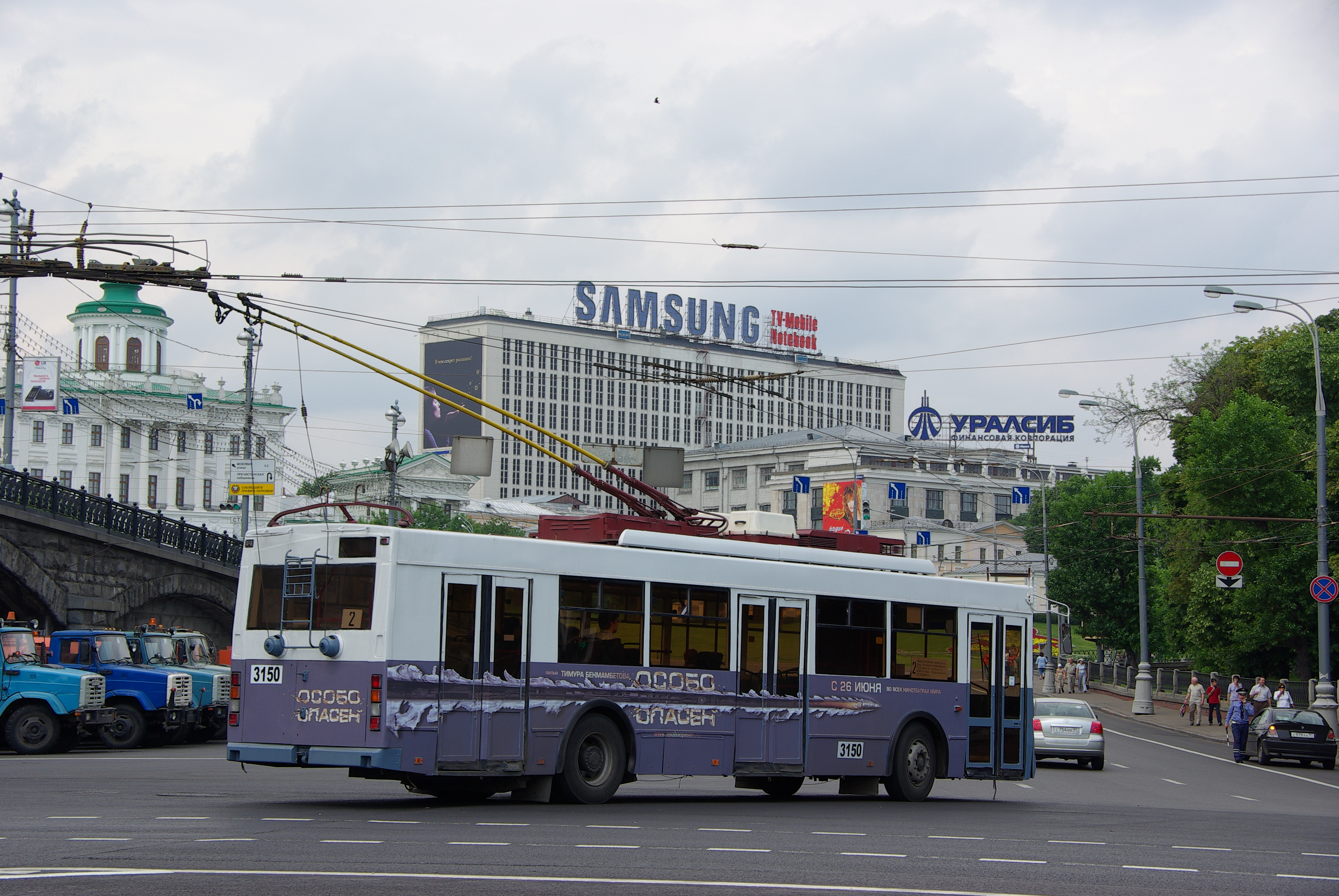
Реклама кинопоказа фильма «Особо опасен» на московском троллейбусе (2008)

«Особо опасен» окупил себя уже после второй недели проката. Общие кассовые сборы во всём мире на 1 февраля 2009 года составили более 342 млн $.

## Награды
| Год  | Премия                         | Номинация                        | Претендент                                 | Результат |
| ---- | ------------------------------ | -------------------------------- | ------------------------------------------ | --------- |
| 2008 | National Movie Awards          | Лучший экшн-фильм                | Особо опасен                               | Номинация |
| 2008 | National Movie Awards          | Лучшая актриса                   | Анджелина Джоли                            | Номинация |
| 2008 | National Movie Awards          | Лучший актёр                     | Джеймс Макэвой                             | Номинация |
| 2008 | Teen Choice Awards             | Фильм лета                       | Особо опасен                               | Номинация |
| 2009 | Оскар                          | Лучший звук                      | Крис Дженкинс Фрэнк А. Монтано Петр Форейт | Номинация |
| 2009 | Оскар                          | Лучшие звуковые эффекты          | Уайли Стейтман                             | Номинация |
| 2009 | Премия Гильдии киноактёров США | Лучшая команда каскадёров        | Особо опасен                               | Номинация |
| 2009 | Премия журнала Empire          | Лучший фантастический фильм года | Особо опасен                               | Победа    |
| 2009 | MTV Movie Awards               | Лучшая актриса                   | Анджелина Джоли                            | Номинация |
| 2009 | MTV Movie Awards               | Лучший поцелуй                   | Анджелина Джоли и Джеймс Макэвой           | Номинация |
| 2009 | MTV Movie Awards               | Самый безумный эпизод            | Анджелина Джоли                            | Номинация |

## Сиквел
Ещё до выхода фильма Марк Миллар объявил, что режиссёр Тимур Бекмамбетов планирует продолжение, хотя Миллар отрицал, что напишет продолжение для комикса. Вместо этого он создавал историю вместе с продюсерами, которая будет следовать идее первого фильма о международной гильдии убийц.  Теренс Стэмп написал черновик сценария под рабочим названием «Пекварски» как «нечто, написанное для продолжения», а Коммон выразил заинтересованность в приквеле, посчитав, что и «Оружейник», и «Фокс» заслуживают более подробного расрытия.
Крис Морган вернулся, чтобы написать сценарий продолжения, но ушёл в апреле 2009 года из-за «чрезмерной загруженности», оставив эту задачу Эвану Спилиотопулосу. В июне 2009 Бекмамбетов сказал о подготовке производства «Особо опасен-2» и о том, что собирается приступить к работе. Съёмки должны были начаться в конце осени. Фильм должен был иметь заявленный бюджет в 150 миллионов долларов и должен был сниматься в Соединенных Штатах, Индии и России. Он также добавил, что некоторые персонажи воскреснут, в частности Фокс и Экстерминатор. В сентябре режиссёр добавил, что даже без готового сценария уже сделала превизуализация боевых сцен. В 2010 году, после сообщений о том, что Анджелина Джоли отказалась от участия в продолжении, Миллар заявил, что сценарий будет переписан, чтобы исключить возвращение Фокса, поэтому производство может начаться в том же году, а релиз был запланирован на конец 2011 года. В конечном итоге производство не началось, и Бекмамбетову пришлось работать над фильмом «Президент Линкольн: Охотник на вампиров».
В интервью 2011 года продюсер Джим Лемли сказал, что «звучит так, будто «Особо опасен 2» выйдет нескоро, если вообще выйдет». В том же году Джеймс МакЭвой сказал относительно продолжения: «Я думаю, что студия заинтересована в его создании, и мы действительно хотим его создать, но мы хотим сделать его, если это будет правильно и тогда, когда это будет правильно, а это может произойти не всегда». МакЭвой также выразил заинтересованность в создании продолжения, посвященного другому персонажу, а не Уэсли. Позже Universal привлекла сценаристов «Особо опасен» Майкла Брандта и Дерека Хааса для написания продолжения, который Хаас описал как происходящий «сразу после событий, которые только что произошли; он подхватит Уэсли несколько лет спустя и вернётся для нового раунда», при этом «без Фокс и без ткацкого станка». Позже Хаас подробно рассказал, что в сценарии была новая главная героиня, которую Уэсли собирался привлечь «для роли вместо Фокс». Бекмамбетов заявил во время интервью для фильма «Президент Линкольн: Охотник на вампиров», что после многих лет нерешительности, поскольку продолжение «Особо опасного» застрял в разработке, он предложил сценаристам идею, в которой сюжет развивался бы вокруг Уэсли, но с «замечательным поворотом событий».
МакЭвой заявил, что, поскольку он «получил огромное удовольствие от съёмок первого фильма «Особо опасен», он снимет продолжение независимо от качества сценария; однако он также признал, что длительное время, проведенное фильмом в разработке, «наводит меня на мысль, что им нелегко придумать историю, которая бы их увлекла, так что нам придётся подождать и посмотреть». В 2014 году МакЭвой признал, что ведутся переговоры о возможном продолжении, заявив, что ему «предоставили несколько версий сценария», добавив, что Universal всё ещё ждёт подходящего сценария. В июне 2020 года Бекмамбетов вновь выразил интерес к продолжению, возможно, в виде фильма на компьютере, потому что «я не могу себе представить, чтобы убийца в современном мире ходил с оружием. Зачем? Он будет использовать беспилотники, он будет использовать компьютерные технологии, вероятно».

## Видеоигра
24 марта 2009 года состоялся релиз игры под названием «Особо опасен: Орудие судьбы» на PC и консолях. Она продолжает сюжетную линию фильма, рассказывая о дальнейшей судьбе главного героя. Присущие ему способности — стрельба по параболе и обострённая реакция (замедление времени) — нашли отражение и в игре. Разработкой занималась шведская студия GRIN, а издателем игры стала Warner Bros. Interactive Entertainment.